# Bruno Schindler
Bruno Schindler (Leschnitz, 1882. október 16. – London, 1964. július 29.; kínai neve pinjin hangsúlyjelekkel: Shēn Délēi; magyar népszerű: Sen Tö-lej; kínaiul: 申德勒) német sinológus, az Asia Major című orientalisztikai folyóirat megalapítója.

## Élete, munkássága
Bruno Schindler Berlinben és Breslauban történelmet, politikai gazdaságtant és jogot tanult. 1907-től 19010-ig a romániai születésű, zsidó származású brit tudós, a hebraista nyelvész Moses Gaster (1856–1939) személyi titkáraként dolgozott Londonban. Ekkor ébredt fel benne a keleti nyelvek iránti érdeklődés, és kínaiul kezdett tanulni. 1919-ben szerzett doktori fokozatot August Conradynál, a korai kínai vallásokkal kapcsolatos disszertációjával. 1920-ban megalapította az Asia Majort, a később nagytekintélynek örvendő orientalisztikai szakfolyóiratot. A kezdetben sinológia szaklapban Schindler idővel engedélyezte, hogy armenisztikai, Kaukázus-kutatási és iszlamológia témájú cikkek is megjelenjenek.
1933-ban, a náci hatalomátvételt követően Londonba emigrált.

## Főbb művei
- Das Priestertum im alten China. I. Teil. Königtum und Priestertum im alten China. Einleitung und Quellen, Abhandlungen des Staatlichen Forschungsinstitutes für Völkerkunde zu Leipzig, I. Reihe, Band 3, 1919
- "Zur Partikel 惟", Asia Major, Band 3, 1926, S. 575-584, PDF
- "Über einige altchinesische Hilfswörter. 3. 其 k'i 厥 küeh, 乃 nai und 之 chi", Asia Major, Band 9, 1932, S. 643-657, PDF
- "List of Publications by Professor Walter Simon", Asia Major (New Series), Band 10, 1963, S. 1-8, PDF